# Afonsinhos do Condado
Afonsinhos do Condado (ou Os Afonsinhos do Condado) é uma banda portuguesa fundada em Lisboa em 1984, embora funcionasse desde 1978 sob outras designações.
Assinando pela PolyGram, por intervenção de Ricardo Camacho, lançam o primeiro registo discográfico em 1987, um maxi-single com três canções de onde é extraído o single A Salsa das Amoreiras. Um outro tema desse disco intitulado "O navio" contou com a participação de Rui Veloso. Mas seria o sucesso de A Salsa das Amoreiras a levar a banda à fama, transformando-se de imediato num enorme hit radiofónico. Esta música é perfeitamente exemplificativa do estilo da banda: o bom humor e a influência da música da América Latina como Salsa e merengue.
Em 1988 é lançado o seu primeiro álbum intitulado Açúcar, com produção de Ramon Galarza (que viria a colaborar em outros projectos da banda), no qual gravaram músicos como Mário Laginha ou Edgar Caramelo, entre outros. Aliás, a banda contaria sempre com um plêiade de músicos convidados de reconhecido gabarito, tanto em gravações como em espectáculos.
Em 1989 lançam o EP No Parque Mayer, havendo uma participação de Kalú, baterista da banda Xutos & Pontapés, convidado no tema "Rapariguinha". A canção "Jújú e a sua Banda" é levada ao Festival RTP da Canção de 1990. Nesse mesmo ano é editada a compilação Afonsinhos do Condado (que terá duas edições: em LP e EP), com duas canções inéditas.
A banda esteve activa até ao ano de 1991, actuando em Portugal e no estrangeiro (França, Canadá), em festivais, programas de televisão, etc. Desde então tem havido algumas reedições e inclusão em compilações, com destaque para a reedição de Açúcar (PolyGram, 1998), passados 10 anos sobre a primeira edição e para a compilação Leva-me Contigo (Universal, 2001) que trouxe a lume dois temas inéditos.

## Formação
- Nuno Faria (Baixo elétrico, Contrabaixo, Guitarras, Voz, Percussões)
- Gimba (Eugénio Lopes) (Guitarras, Voz)
- Jorge Galvão (Guitarras, Voz)

Contaram ainda com diversos músicos convidados nas gravações e espetáculos ao vivo.

## Discografia

### Álbuns
- Açúcar!!! (LP: PolyGram, 1988)

### Singles & EPs
- O Navio / Salsa das Amoreiras / Ao Luar (Maxi-single: PolyGram, 1987)
- Salsa das Amoreiras (Single: PolyGram, 1987)
- Ska da ilha / É hoje o dia (Single, PolyGram, 1988)
- No Parque Mayer (EP: PolyGram, 1989)

### Compilações
- Afonsinhos do Condado (PolyGram, 1990)
- Açúcar (1998), Reedição comemorativa dos 10 anos,[7]
- Leva-me contigo (Compilação, LP: Universal, 2001)

### Coletâneas
- Sounds of Portugal, PolyGram (Colect., CD: 1989)
- As melhores baladas da música Portuguesa: vol. 1 (Colect, CD: PolyGram, 1993)
- O melhor de 2: Heróis Do Mar / Afonsinhos Do Condado (Colect., CD: Universal 2001)